# Volvo Margarete Rose
Volvo Margarete Rose var en konceptbil byggd av Volvo 1953 som skulle komplettera PV 444:an. Delar av designen användes på Amazonen, 164:an och 260:n.